# 蒙托柳德塞加拉
蒙托柳德塞加拉，是加泰罗尼亚莱里达省的一个市镇。 总面积30平方公里，总人口167人（2001年），人口密度6人/平方公里。